# Euphorbia multifida
Euphorbia multifida är en törelväxtart som beskrevs av Nicholas Edward Brown. Euphorbia multifida ingår i släktet törlar, och familjen törelväxter.
Artens utbredningsområde är KwaZulu-Natal. Inga underarter finns listade i Catalogue of Life.